# Niemieckie Muzeum Szybownictwa i Modelarstwa Lotniczego
Niemieckie Muzeum Szybownictwa i Modelarstwa Lotniczego (niem. Deutsches Segelflugmuseum mit Modellflug) – niemieckie muzeum poświęcone historii szybownictwa i modelarstwa lotniczego, zlokalizowane na górze Wasserkuppe w Hesji. Zajmuje powierzchnię około 4000 m², co czyni je jednym z największych tego typu obiektów na świecie. Muzeum prezentuje rozwój szybownictwa od pionierskich konstrukcji po nowoczesne szybowce z kompozytów, a także bogatą kolekcję modeli latających i silników modelarskich.

## Historia

### Okres przed zjednoczeniem Niemiec (do 1990 roku)
Góra Wasserkuppe zajmuje ważne miejsce w historii niemieckiego i światowego szybownictwa, była miejscem gdzie ta dziedzina sportu została rozwinięta i ukształtowana do formy obecnej w dniu dzisiejszym. Pomysł utworzenia muzeum istniał wcześniej ale do jego realizacji doszło dopiero w 1970 r., w 50. rocznicę pierwszych zawodów szybowcowych rozegranych na Wasserkuppe. 8 sierpnia 1970 muzeum zostało oficjalnie otwarte, uroczystość uświetnił swoją obecnością Neil Armstrong. W 1972 muzeum stało się członkiem Stowarzyszenia Muzeów Hesji (niem. Museumsverband Hessen), w 1977 r. założono stowarzyszenie wspierające Muzeum z siedzibą w Neu-Isenburg. 
26 lipca 1986 r. Holger Börner, przedstawiciel władz Hesji, i Herbert Culmann, prezes Aeroklubu Niemieckiego, położyli kamień węgielny pod budowę nowego budynku muzeum. Został oficjalnie otwarty 9 sierpnia 1987 r.

### Okres po zjednoczeniu Niemiec (po 1990 roku)
W 2002 r. ekspozycja została poszerzona o kolekcję modeli latających, zmieniono również jego nazwę na obecnie obowiązującą. Powiększenie kolekcji wymusiło kolejną rozbudowę pomieszczeń ekspozycyjnych, która nastąpiła w 2006 r. Nowa część ekspozycji w 2007 r. została nazwana na cześć niemieckiego pilota szybowcowego Hansa Wernera Grosse. Obecnie muzeum zajmuje powierzchnię około 4000 m², co czyni je największym tego typu obiektem na świecie. Do 2014 roku kolekcja obejmowała ponad 60 niemieckich szybowców, ukazujących rozwój od lotni Otto Lilienthala po najwcześniejsze szybowce z włókna szklanego z lat 60.

## Ekspozycja

### Szybownictwo
Kolekcja muzeum obejmuje ponad 60 szybowców, prezentujących rozwój konstrukcji od czasów Otto Lilienthala po współczesne maszyny z kompozytów. Wśród eksponatów znajdują się m.in.:
- repliki szybowców Lilienthala z lat 1894–1895,
- F.S.V.X Darmstadt z 1911 roku,
- Vampyr(inne języki) z 1921 roku, uznawany za pierwszy szybowiec z poszyciem pracującym,
- szybowce z okresu międzywojennego, takie jak Grunau Baby IIa czy DFS Rhönsperber,
- powojenne konstrukcje z Niemiec Wschodnich i Zachodnich, w tym Schleicher ASW 12 i Rolladen-Schneider LS1(inne języki).

Muzeum posiada również warsztat, w którym prowadzone są prace konserwatorskie i rekonstrukcyjne.

### Modelarstwo lotnicze
Sekcja poświęcona modelarstwu prezentuje rozwój tej dziedziny od XIX wieku po współczesność. Wśród eksponatów znajdują się:
- repliki wczesnych modeli z napędem gumowym,
- modele z okresu międzywojennego, w tym pierwsze sterowane radiowo,
- modele z okresu powojennego, w tym z Niemiec Wschodnich i Zachodnich,
- kolekcja silników modelarskich, znaną jako kolekcja Dr.-Rubin-Stiftung,
- zestawy zdalnego sterowania różnych producentów.

Ekspozycja ukazuje również rozwój modelarstwa jako dyscypliny sportowej.